# Strong Persuader
《Strong Persuader》는 미국의 블루스 가수이자 기타리스트인 로버트 크레이의 다섯 번째 스튜디오 음반이다. 이 음반은 크레이가 프로듀서 브루스 블룸버그와 데니스 워커와 함께 로스앤젤레스 스튜디오 세이지 & 사운드와 헤이우드에서 녹음한 뒤, 1986년 11월 17일, 머큐리 레코드와 하이톤 레코드에 의해 발매되었다. 《Strong Persuader》는 그의 주요 돌파구가 되었고 1995년에 이르러서는 200만 장 이상이 팔렸다. 이 음반은 이후 《롤링 스톤》의 80년대 100대 음반 목록에서 42위에 올랐다.

## 평가
| 전문가 평가                           | 전문가 평가 |
| 평가 점수                             | 평가 점수   |
| 출처                                  | 점수        |
| ------------------------------------- | ----------- |
| AllMusic                              | [ 5 ]       |
| Christgau's Record Guide: The '80s    | A+          |
| Encyclopedia of Popular Music         | [ 7 ]       |
| The Penguin Guide to Blues Recordings | [ 8 ]       |

《Strong Persuader》는 동시대 비평가들로부터 극찬을 받았다.  《롤링 스톤》에 대한 리뷰에서 존 팰리스는 크레이가 성과 불륜에 대한 흥미로운 이야기를 절도 있는 노래, 작곡 및 "어느 한 지역에서도 오지 않는 블루스와 솔의 버전으로 평범한 사람들의 이야기를 대화의 직접성으로 말해주는 노래를 위한 관용구를 구축했다"고 말했다. 《빌리지 보이스》의 로버트 크리스트가우는 크레이의 세련된 블루스 미학과 그의 조연 스튜디오 팀의 작곡을 칭찬하며, 《Strong Persuader》를 "수년, 여러 해 동안 너무나 열렬히 만들어진 최고의 블루스 음반이라고 칭송하며, 그것이 마땅히 받아야 할 것을 얻을 수 있을지도 모르고 B.B. 킹이 인기 있는 아이템이었던 이후 장르의 판매 게토에서 벗어난 첫 음반이 될지도 모른다"라고 말했다.

## 곡 목록
| #   | 제목                                | 작사·작곡                                        | 재생 시간 |
| --- | ----------------------------------- | ------------------------------------------------ | --------- |
| 1.  | 〈Smoking Gun〉                     | 데이비드 에이미, 리처드 커즌스, 로버트 크레이    | 4:07      |
| 2.  | 〈I Guess I Showed Her〉            | 데니스 워커                                      | 3:39      |
| 3.  | 〈Right Next Door (Because of Me)〉 | 워커                                             | 4:19      |
| 4.  | 〈Nothin' But a Woman〉             | 에이미, 커즌스, 크레이, 피터 보이, 데이비드 올슨 | 3:58      |
| 5.  | 〈Still Around〉                    | 보이                                             | 3:42      |
| 6.  | 〈More Than I Can Stand〉           | 크레이                                           | 2:57      |
| 7.  | 〈Foul Play〉                       | 워커                                             | 4:07      |
| 8.  | 〈I Wonder〉                        | 크레이                                           | 3:57      |
| 9.  | 〈Fantasized〉                      | 워커                                             | 4:04      |
| 10. | 〈New Blood〉                       | 에이미, 보이, 크레이, 오잘 워싱턴                | 4:21      |

## 인증
| 국가                       | 인증        | 판매량/출하량 |
| -------------------------- | ----------- | ------------- |
| 오스트레일리아 (ARIA)      | 플래티넘    | 70,000^       |
| 캐나다 (뮤직 캐나다)       | 골드        | 50,000^       |
| 네덜란드 (NVPI)            | 플래티넘    | 100,000^      |
| 뉴질랜드 (RMNZ)            | 4× 플래티넘 | 60,000^       |
| 영국 (BPI)                 | 골드        | 100,000^      |
| 미국 (RIAA)                | 2× 플래티넘 | 2,000,000^    |
| ^출하량을 기반으로 한 인증 |             |               |